# Залево (гмина)
Залево (пол. Zalewo) — городско-сельская гмина (уезд) в Польше, входит как административная единица в Илавский повет, Варминьско-Мазурское воеводство. Население — 6852 человека (на 2018 год).

## Демография
Данные на 2018 года:
| Перепись  | Всего   | Всего | Мужчины | Мужчины | Женщины | Женщины | Плотность населения |
| --------- | ------- | ----- | ------- | ------- | ------- | ------- | ------------------- |
| Единицы   | человек | %     | человек | %       | человек | %       | чел./км²            |
| Население | 6852    | 100   | 3443    | 50,2    | 3409    | 49,8    | 27                  |
| Городское | 2165    | 31,6  | 1064    | 49,1    | 1101    | 50,9    | 263                 |
| Сельское  | 4687    | 68,4  | 2379    | 50,8    | 2308    | 49,2    | 19                  |

## Соседние гмины
1. Гмина Илава
2. Гмина Малдыты
3. Гмина Миломлын
4. Гмина Стары-Дзежгонь
5. Гмина Суш

## Персоналии
- Лемке, Элизабет — немецкий историк, фольклорист.